# Radio Hanoi
Radio Hanoi è stata una stazione radiofonica di propaganda gestita dall'Esercito popolare nordvietnamita durante la Guerra del Vietnam.
Nel settembre 1967, Radio Hanoi trasmise un messaggio del generale Võ Nguyên Giáp intitolato "La Grande Vittoria", il "Grande Compito". All'insaputa delle forze statunitensi che sentirono il messaggio, era un diretto schema dell'incombente Offensiva del Têt (che iniziò il 30 gennaio 1968). Nel messaggio Giáp affermò che i "Generali statunitensi sono soggettivi e altezzosi"; e che sono stati sempre catturati dalla sorpresa e dalla sconfitta"